# 岩滝丸山古墳
岩滝丸山古墳（いわたきまるやまこふん）は、京都府与謝郡与謝野町岩滝にあった古墳。形状は円墳。現在では墳丘は失われている。石棺は与謝野町指定有形文化財に指定されている。

## 概要
京都府北部、天橋立で仕切られた内海である阿蘇海の西奥、成相山系から南に延びる尾根上に築造された古墳である。1946年（昭和21年）に発掘されて石棺・副葬品が出土し、1966年（昭和41年）の発掘調査ののち町道建設によって削平されている。
墳形は円形で、直径約30メートル・高さ約4メートルを測った。墳丘外表で葺石・埴輪は認められていない。埋葬施設は箱式石棺の直葬。墓壙は長さ2.7メートル・幅1.5メートル・深さ0.4メートル、石棺は内法で長さ1.95メートル・西小口幅0.6メートル・東小口幅0.52メートル・高さ0.5メートルを測る。石棺底には板石が敷かれ、棺の一部には赤色顔料が認められる。昭和の発掘では、石棺内から人骨片のほか鏡・環頭大刀・銅鏃などが出土している。築造時期は古墳時代中期前半の5世紀前半頃と推定される。
出土石棺は移築され、2008年（平成20年）に与謝野町指定有形文化財に指定されている。

## 遺跡歴
- 1946年（昭和21年）、耕作中に石棺の発見、副葬品の出土。
- 1966年（昭和41年）、町道建設に伴う発掘調査（京都府教育委員会・岩滝町教育委員会、1970年に概要報告）。
- 2008年（平成20年）3月12日、移築石棺が与謝野町指定有形文化財に指定。

## 出土品

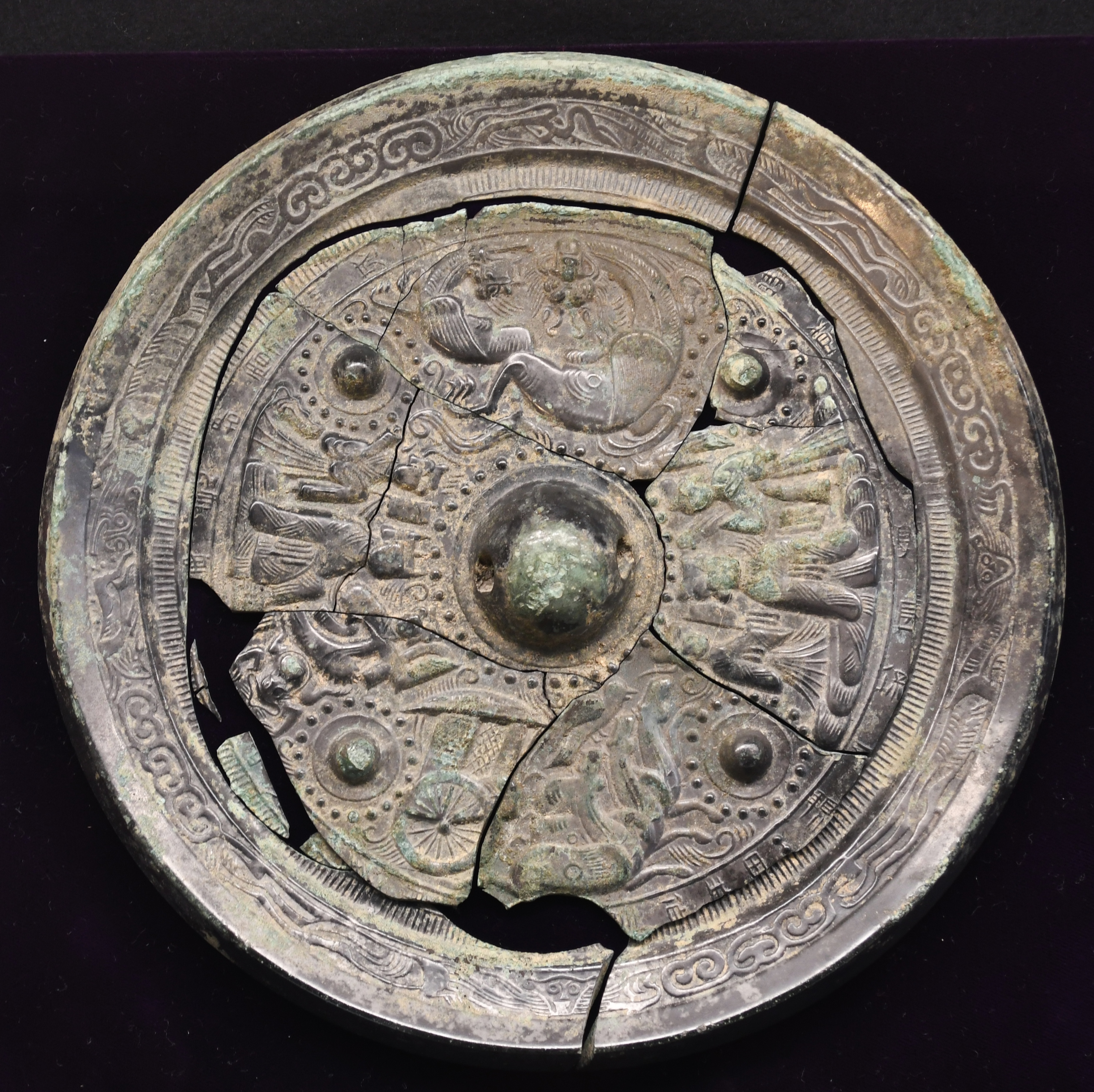
神人車馬画像鏡京都府立丹後郷土資料館（ふるさとミュージアム丹後）展示。

1946年（昭和21年）の発掘では、石棺内から人骨片のほか鏡・環頭大刀・銅鏃などが見つかったという。現在確認される副葬品は次の通り。
- 神人車馬画像鏡 1 - 舶載鏡、直径21.4メートル。内区に東王父・西王母・双龍・3頭立て馬車を配し、外区銘帯に田王作以下の銘文を刻む。

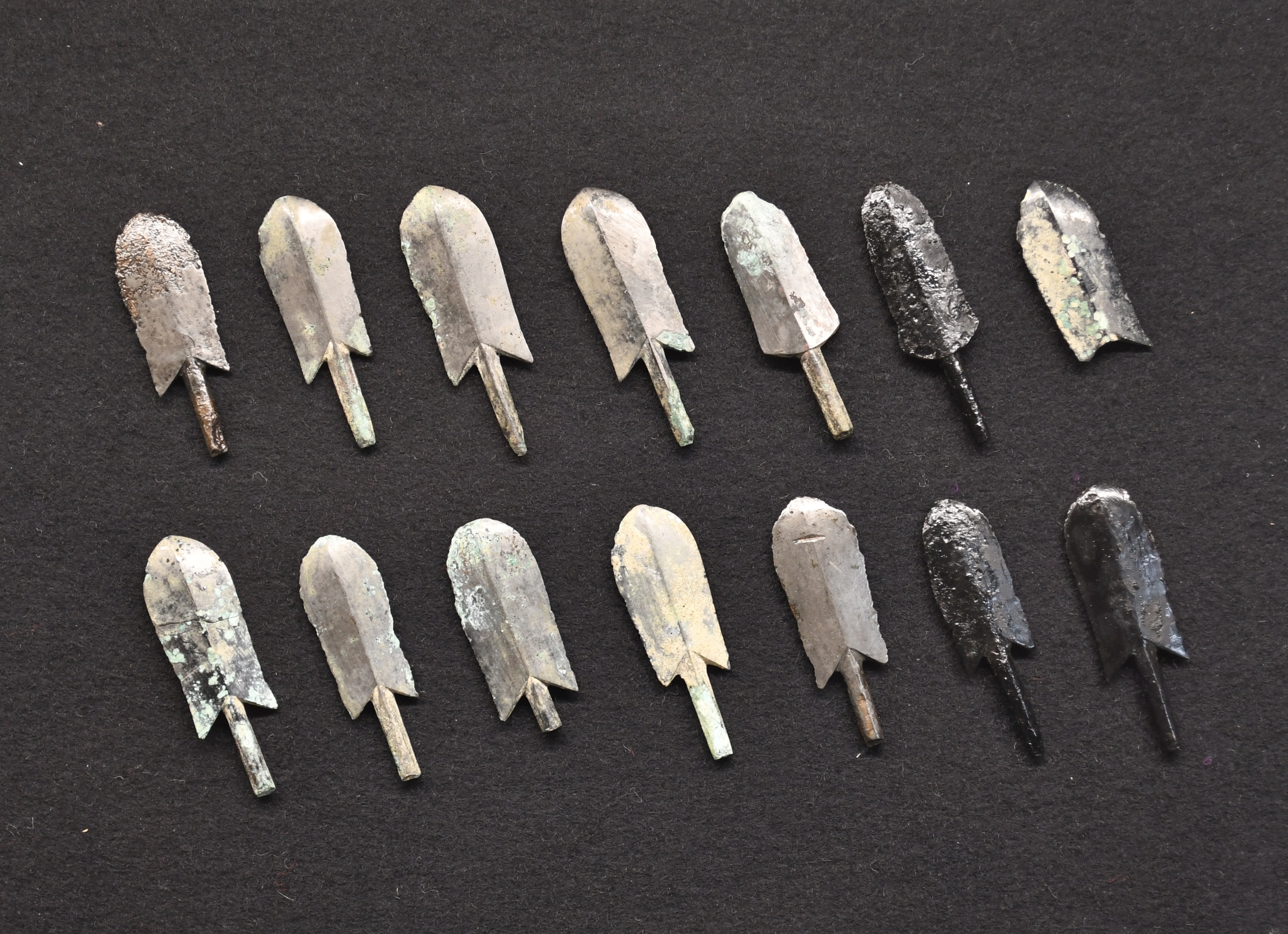
銅鏃 京都府立丹後郷土資料館（ふるさとミュージアム丹後）展示。

- 銅鏃 14 - 元は16点出土。白銅質。
- 素環頭大刀 1

- 銅鏃
京都府立丹後郷土資料館（ふるさとミュージアム丹後）展示。

## 文化財

### 京都府暫定登録文化財
- 有形文化財
  - 神人車馬画像鏡 岩滝丸山古墳出土（考古資料） - 2017年（平成29年）9月29日登録。

### 与謝野町指定文化財
- 有形文化財
  - 岩滝丸山古墳の石棺（考古資料） - 2008年（平成20年）3月12日指定。

## 関連施設
- 長寿公園（与謝野町岩滝） - 与謝野町立学習センター知遊館東側。岩滝丸山古墳の石棺を展示。
- 京都府立丹後郷土資料館（ふるさとミュージアム丹後）（宮津市国分） - 岩滝丸山古墳の出土品を保管・展示。

## 関連文献
（記事執筆に使用していない関連文献）
- 『丸山古墳発掘調査報告書』岩滝町教育委員会、1967年。
- 『埋蔵文化財発掘調査概報』京都府教育委員会、1970年。